# Modelling and Simulation in Materials Science and Engineering
Modelling and Simulation in Materials Science and Engineering is een internationaal, aan collegiale toetsing onderworpen wetenschappelijk tijdschrift op het gebied van de natuurkunde. Het is gespecialiseerd in toepassingen van computersimulatie in de materiaalkunde.
Het wordt uitgegeven door IOP Publishing namens het Institute of Physics en het American Institute of Physics en verschijnt tweemaandelijks.
Het eerste nummer verscheen in 1992.